# La Mort et la Femme
La Mort et la Femme (Der Tod und die Frau) est une œuvre du peintre allemand Hans Baldung réalisée au XVIe siècle, vers 1517. 